# کیسوکه نیشیمورا
کیسوکه نیشیمورا (ژاپنی: 西村 慧祐؛ زادهٔ ۱۹ فوریهٔ ۱۹۹۸) یک بازیکن فوتبال اهل ژاپن است.
از باشگاه‌هایی که در آن بازی کرده‌است می‌توان به اشگاه فوتبال اومیا آردیجا اشاره کرد.